# Handball-Regionalliga Süd 1975/76
Die Saison 1975/76 der Handball-Regionalliga Süd war die siebte Spielzeit, welche der Süddeutschen Handballverband (SHV) organisierte und als zweithöchste Spielklasse im deutschen Ligensystem geführt wurde.

## Süddeutsche Meisterschaft
Meister und Aufsteiger in die Handball-Bundesliga wurde das Team der TSG Oßweil. Vizemeister wurde der TuS Schutterwald, jedoch ohne Qualifikation für die Aufstiegsspiele. Die Absteiger waren der TSV Zuffenhausen und die SpVgg 1887 Möhringen.

## Teilnehmer
An der Regionalliga Süd nahmen 10 Mannschaften teil. Neu dabei waren die Aufsteiger TSV Zuffenhausen, TSV 1895 Oftersheim und der Post SV Regensburg. Nicht mehr dabei war der Aufsteiger TV 1893 Neuhausen und die Absteiger TSV 1860 Ansbach, TSV Allach 09.
| - TSG Oßweil - TSV Birkenau - TB 1879 Pforzheim - TuS Schutterwald - SpVgg 1887 Möhringen | - VfL Günzburg - TG 1848 Donzdorf - TSV Zuffenhausen (Aufsteiger) - TSV 1895 Oftersheim (Aufsteiger) - Post SV Regensburg (Aufsteiger) |  |

## Modus
Es wurde eine Hin- und Rückrunde gespielt. Der Erstplatzierte war Süddeutscher Meister und Aufsteiger
 in die Handball-Bundesliga 1976/77, die beiden Letztplatzierten waren die Absteiger in ihre Landesverbände.

### Abschlusstabelle
Saison 1975/76 
|     | Mannschaft             | Spiele | Punkte |
| --- | ---------------------- | ------ | ------ |
| 1.  | TSG Oßweil             | 18     | 27:9   |
| 2.  | TuS Schutterwald       | 18     | 25:11  |
| 3.  | VfL Günzburg           | 18     | 25:11  |
| 4.  | TSV 1895 Oftersheim    | 18     | 21:15  |
| 5.  | TG 1848 Donzdorf       | 18     | 21:15  |
| 6.  | TSV Birkenau           | 18     | 20:16  |
| 7.  | TB 1879 Pforzheim (N)  | 18     | 19:17  |
| 8.  | Post SV Regensburg (N) | 18     | 11:25  |
| 9.  | TSV Zuffenhausen (N)   | 18     | 9:27   |
| 10. | SpVgg 1887 Möhringen   | 18     | 2:34   |

 Süddeutscher Meister und Aufsteiger zur Handball-Bundesliga 1976/77
  „Für die Regionalliga Süd 1976/77 qualifiziert“ 
  „Absteiger“